# Vasilij III.
Vasilij (Vasil) III. Ivanovič (rusky: Василий III Иванович, 25. března 1479 – 3. prosince 1533, Moskva) z rodu Rurikovců, byl velikým knížetem moskevským od roku 1505 do své smrti. Byl synem Ivana III. Vasiljeviče a byzantské princezny Sofie Palaiologovny, a byl pokřtěný jako Gabriel. Někdy je žertovně označován jako „Vasilij Přiměřený“, neboť panoval v pořadí mezi „Ivanem Velikým“ a „Ivanem Hrozným“ a jeho vláda byla relativně bezproblémová.

## Politika
Vasil III. pokračoval v politice svého otce Ivana III. a většinu vlády strávil konsolidací jeho územních zisků. Ty završil anexemi zbývajících nezávislých knížectví (1510 Pskov, 1513 Volokolamsk, 1521 Rjazaň a 1522 Novgorod-Severský). Také využil oslabení polského krále Zikmunda I. k ovládnutí Smolenska, významné pevnosti na východě Litvy (boj trval od roku 1512 do roku 1514), k čemuž mu podstatně pomohl odbojný litevský kníže Michal Glinský.
Vasil bojoval také proti mocnému Krymskému chanátu, s nímž se svářel o vliv na Kazani. V roce 1521 čelil velkému tatarskému útoku, kdy byly vydrancovány rozsáhlé oblasti kolem Moskvy, ale díky udržení Rjazaně se ubránil. Ke konci své vlády pak ruský vliv v Povolží potvrdil instalací chána Džangaliho na kazaňský trůn.
Velkokníže Vasilij III. se stal jedním z adresátů prorockých listů pskovského mnicha Filofeje (1465–1542), který v jednom z nich napsal:
| „ | Два Рима пали, а третий стоит, а четвёртому не быть. | Dva Římy padly, třetí stojí a čtvrtého již nebude. | “ |

Odtud pak pochází teze o Moskvě jako třetím Římu.

## Osobní život
Vasil III. byl přes dvacet let ženat se Solomonií Saburovovou, která mu však za tu dobu neporodila žádného potomka. Solomonie si byla vědoma manželova zklamání a zkoušela svou neplodnost vyléčit pomocí čarodějných receptů nebo konáním kajícných poutí, ovšem bezúspěšně. Vasil nechtěl, aby vláda po jeho smrti přešla do rukou jeho bratrů, a konzultoval svůj následnický problém se svými bojary. Ti mu navrhli, aby svou ženu zapudil, rozvedl se a oženil se znovu, což i přes velký odpor kléru učinil a vzal si sotva šestnáctiletou Jelenu Glinskou, dceru srbské princezny Anny Jakšičové a neteř svého přítele Michala Glinského. Jen nemnoho bojarů mu tento výběr schvalovalo, neboť Jelena (či Helena) měla katolickou výchovu. Vasilij byl do ní však tak zamilován, že si dokonce proti tehdejším zvyklostem ostříhal plnovous, aby vypadal mladší.
Ihned po svatbě, která se konala 21. ledna 1526, se pár začal pokoušet o zplození následníka, ale prvních několik let se nedařilo, což ruský lid začínal považovat za znamení Božího nesouhlasu s tímto manželstvím. Konečně roku 1530 kněžna Jelena, k velké radosti knížete i všeho lidu, porodila syna Ivana, a roku 1532 dalšího syna Georgije, který se ale narodil hluchý.
Zapuzená Solomonie, umístěná v klášteře, podle legendy porodila syna pouhých pár měsíců po skandálním rozvodu. Na tomto základě vznikla pověst o Kudejarovi, lidovém hrdinovi a údajném starším bratru cara Ivana Hrozného.

## Smrt
Na podzim roku 1533 na lovu v okolí Volokolamska pocítil Vasilij velkou bolest v pravém boku, která vznikla následkem abscesu. Byl dopraven do vesnice Kolp, kde ho prohlédli dva němečtí lékaři, kteří ale nedokázali dostupnými prostředky infekci zastavit. Umírající velkokníže se nechal převézt do Moskvy a požádal o mnišské svěcení. Přijal jméno Varlam a zemřel o půlnoci na 4. prosince 1533 ve věku 54 let.
Před smrtí ustanovil sedmičlennou regentskou radu pro nezletilého syna Ivana. Veškerou moc však postupně získala Ivanova matka, regentka Jelena Glinská, a vykonávala ji až do své smrti v roce 1538. Ivan, toho jména čtvrtý, se v roce 1547 stal prvním oficiálním ruským carem.